# Sauternes

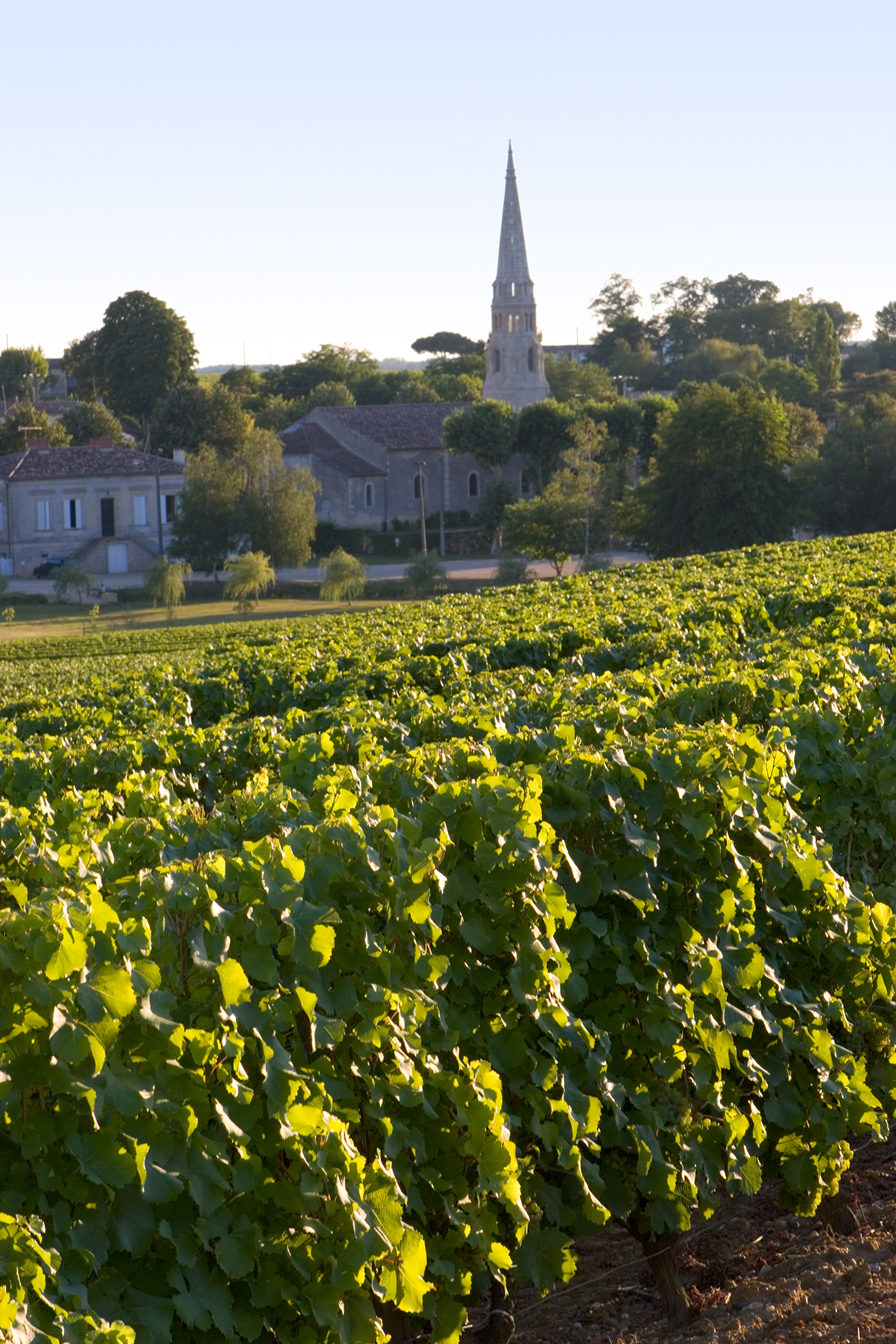
Sauternes. I förgrunden vinodlingar

Sauternes är en kommun i departementet Gironde i regionen Nouvelle-Aquitaine i sydvästra Frankrike. Kommunen ligger i kantonen Langon som tillhör arrondissementet Langon. År 2022 hade Sauternes 816 invånare.
Sauternes är, tillsammans med grannkommunerna, känt för sina ädelsöta sauternesviner.

## Befolkningsutveckling
Antalet invånare i kommunen Sauternes
Referens:INSEE